# Мохамед Фаје
Мохамед Фаје (енгл. Mouhammad Faye; Дакар, 14. септембар 1985) сенегалски је кошаркаш. Игра на позицији крилног центра, а тренутно наступа за Ал-Рајан.

## Каријера
Две године је студирао и играо кошарку на Џорџија универзитету, да би се потом преселио на универзитет СМУ, са којег је 2010. године изашао на НБА драфт. С обзиром на то да није изабран сезону је провео у НБА развојној лиги, у редовима Рио Гранде Вали вајперса.
Каријеру у Европи је почео 2011. године. Играо је у Другој лиги Француске за Тулон, затим је уследио прелазак у грчки Икарос, а у истој земљи је потом играо за Панелефсинијакос и Ретимно. У сезони 2015/16. био је у италијанском Варезеу, али је пре завршетка исте напустио клуб пошто је био позитиван на допинг. Уследила је шестомесечна суспензија, након чега се вратио у Грчку и заиграо за Промитеас из Патре.
Током 2017. је играо у Либану за Сагесе да би се за сезону 2017/18. вратио у Промитеас. Носећи дрес Промитеса у овој сезони био је најбољи стрелац и најбољи скакач екипе. Бележио је просечно 12,5 поена уз 5,7 скокова по мечу.
Дана 4. августа 2018. је потписао једногодишњи уговор са Црвеном звездом. У септембру 2018. је освојио први трофеј са црвено-белима, АБА Суперкуп, на којем је проглашен за најкориснијег играча. У наставку сезоне 2018/19. jе освојио и АБА лигу као и титулу првака Србије. У јуну 2019. је потписао нови једногодишњи уговор са Црвеном звездом. У сезони 2019/20. бележи своје прве наступе у Евролиги, али је већ у децембру 2019, заједно са саиграчем Дериком Брауном, скинут са списка лиценцираних играча за ово такмичење. Након тога није више забележио ниједан наступ, а 7. фебруара 2020. је званично раскинуо сарадњу са Црвеном звездом. Касније тог месеца је потписао за руски Автодор Саратов до краја сезоне. За овај клуб је одиграо само две утакмице, након чега је сезона у ВТБ јунајтед лиги отказана због пандемије ковида 19.
Сезону 2020/21. је почео у Промитеасу, да би у фебруару 2021. прешао у француски Булазак.

## Репрезентација
Као репрезентативац Сенегала освојио је две бронзане медаље на Афробаскету 2013. и 2017. године. Такође је наступао за национални тим и на два Светска првенства (2014, 2019).

## Успеси

### Клупски
- Црвена звезда:
  - Првенство Србије (1): 2018/19.
  - Јадранска лига (1): 2018/19.
  - Суперкуп Јадранске лиге (1): 2018.

### Репрезентативни
- Афричко првенство:
  -  2013, 2017.

### Појединачни
- Најкориснији играч Суперкупа Јадранске лиге (1): 2018.